# Challengers of the Unknown
Challengers of the Unknown és un grup fictici d'aventurers que apareix en comic books publicats per DC Comics. El quartet d'aventurers va explorar successos de ciència-ficció i paranormals i van enfrontant-se a diverses amenaces fantàstiques.
La procedència dels personatges és incerta. Diverses fonts acrediten el grup com a creació única de l'artista i guionista Jack Kirby, una co-creació amb l'escriptor Dave Wood o una co-creació amb l'ex-soci de Kirby Joe Simon. Les històries originals no inclouen títols de crèdit, però les reedicions reforcen la tesis de Mark Evanier que atribueixen un paper central a Kirby. L'hauria ideat prèviament amb Simon, per acabar duent-lo a la pràctica en solitari, amb Dave Wood i altres autors.
Després de la fi del còmic dels Challengers, DC ha revifat els personatges en diferents encarnacions al llarg dels anys.
A més, Kirby va reelaborar el concepte bàsic de la sèrie amb Stan Lee el 1961 per crear Els Quatre Fantàstics, la primera creació que va marcar l'auge de Marvel Comics.

## Història de les publicacions
El quartet d'aventurers, Challengers of the Unknown, va debutar a Showcase #6 (data de portada febrer de 1957, però publicat el 4 de novembre de 1956), en una història no acreditada atribuïda a Jack Kirby per l'art i a Kirby i Dick Wood per a guió, sota l'editor Jack Schiff.
La sèrie va continuar a la bimensual Showcase per tres aparicions més (núm. 7, 11–12, dates de portada abril de 1957, desembre de 1957 - febrer de 1958) després va passar al seu propi títol, a partir del número 1 (data de portada maig de 1958). Kirby va deixar la sèrie després del número 8 (juliol de 1959), amb Bob Brown succeint-lo com a artista. El títol continuava fins al número 75 (setembre de 1970), seguit de dos números de reimpressió. La sèrie va ser cancel·lada amb el número 77 el 1971 (gener de 1971). El 1973 es van publicar tres números de reimpressió (#78–80).

### Renaixements
En un renaixement de 1976 a 77 de curta durada, els Challengers van tornar a ser un equip de quatre homes i una sola dona a Super-Team Family #8-10. El grup va tornar al seu propi títol continuant la sèrie amb el número 81. Durant aquest període, se'ls va unir Deadman i Swamp Thing, i June Robbins va obtenir un uniforme i estatus oficial. No es va donar cap explicació sobre la sortida de Corinna Stark ni la incorporació de June a l'equip. La sèrie ressuscitada es va cancel·lar amb el número 87 del 1978. Adventure Comics Digest #493–497 (1982) presentava una versió ampliada de l'origen de l'equip.
Els Challengers van tornar en una sèrie limitada, Challengers of the Unknown vol. 2 (1991), de l'escriptor Jeph Loeb i de l'artista Tim Sale. Tenia vuit números i va ser reimprès en paperback com a Challengers of the Unknown Must Die! (2004). Aquesta sèrie va representar els Challengers de mitjana edat, trencant-se l'equip després d'un tràgic accident i tornant-se a reunir.
El 2000, DC va publicar un One-shot, Silver Age: Challengers of the Unknown, imitant l'estil de l'Edat de plata dels còmics.

## Premis
La sèrie dels anys 1950-60 va guanyar els Premis Alley al millor títol de grup no super-poderós i al millor grup d'aventura normal.

## Edicions recopilatòries
DC ha reimprès les primeres històries de Challenger, inclosa l'etapa de Kirby, en dos DC Archives de tapa dura i paperback, en blanc i negre de Showcase Presents: 
- Challengers of the Unkonwn Archive #1 (recull Showcase # 6–7, 11–12, Challengers #1–2, 157 pàgines, agost de 2003, ISBN 1-56389-997-3)[10]
- Challengers of the Unknown Archive #2 (recull Challengers #3–8, 168 pàgines, novembre de 2004, ISBN 1-4012-0153-9)[11]
- Showcase Presents Challengers of the Unknown volum 1 (recull Showcase #6–7, 11–12, Challengers #1–17, 540 pàgines, setembre de 2006, ISBN 1-4012-1087-2)[12]
- Showcase Presents Challengers of the Unknown volum 2 (recull Challengers #18-37, 528 pàgines, maig de 2008, ISBN 1-4012-1725-7)[13]

La minisèrie de Loeb – Sale es va reimprimir com un paperback comercial, Challengers of the Unknown Must Die! (Desembre de 2004, ISBN 1-4012-0374-4), de la mateixa manera que la mini-sèrie de Chaykin (març del 2006, ISBN 1-4012-0941-6).